# Feliksowo (obwód grodzieński)
Feliksowo (biał. Феліксава, Fieliksawa; ros. Феликсово, Fieliksowo) – wieś na Białorusi, w obwodzie grodzieńskim, w rejonie lidzkim, w sielsowiecie Możejków, przy drodze magistralnej M6.

## Historia
W dwudziestoleciu międzywojennym leżało w Polsce, w województwie nowogródzkim, w powiecie szczuczyńskim (od 29 maja 1929, wcześniej w powiecie lidzkim), w gminie Lebioda. W 1921 miejscowość liczyła 219 mieszkańców, zamieszkałych w 33 budynkach, w tym 207 Białorusinów i 12 Polaków. 196 mieszkańców było wyznania prawosławnego i 23 rzymskokatolickiego.
Po II wojnie światowej w granicach Związku Sowieckiego. Od 1991 w niepodległej Białorusi.